# Kanawha (Iowa)
Kanawha es una ciudad ubicada en el condado de Hancock en el estado estadounidense de Iowa. En el Censo de 2010 tenía una población de 652 habitantes y una densidad poblacional de 125,37 personas por km².

## Geografía
Kanawha se encuentra ubicada en las coordenadas 42°56′3″N 93°47′36″O / 42.93417, -93.79333. Según la Oficina del Censo de los Estados Unidos, Kanawha tiene una superficie total de 5.2 km², de la cual 5.2 km² corresponden a tierra firme y (0%) 0 km² es agua.

## Demografía
Según el censo de 2010, había 652 personas residiendo en Kanawha. La densidad de población era de 125,37 hab./km². De los 652 habitantes, Kanawha estaba compuesto por el 96.78% blancos, el 0.77% eran afroamericanos, el 0.61% eran amerindios, el 0.31% eran asiáticos, el 0% eran isleños del Pacífico, el 0.77% eran de otras razas y el 0.77% pertenecían a dos o más razas. Del total de la población el 5.21% eran hispanos o latinos de cualquier raza.